# L'Enfance du Christ
L'Enfance du Christ (op. 25 = H 130) est une « trilogie sacrée pour solistes, chœur, orchestre et orgue » (oratorio) d'Hector Berlioz. La première audition a eu lieu à Paris le 10 décembre 1854. 

## Genèse
La genèse de l'œuvre est des plus surprenantes. En 1850, Berlioz compose un soir chez des amis, parmi lesquels se trouve « un de [s]es anciens condisciples de l'Académie de Rome, le savant architecte Duc », un chœur, « L'Adieu des bergers à la Sainte Famille », qu'il fait exécuter à Paris le 12 novembre 1850 sous le nom de Pierre Ducré, prétendument « maître de musique à la Sainte-Chapelle de Paris, 1679 » (« Ducré » venant de « Duc » auquel a été accolée la note ré). « C'était, déclare-t-il plaisamment, écrit sur parchemin en vieille notation que j'ai eu beaucoup de peine à déchiffrer ». Le succès est unanime. Berlioz révèle alors qu'il est en fait l'auteur de cette page. Par la suite, il compose la première partie (« Le Songe d'Hérode »), suivie de « La Fuite en Égypte » (où se trouve inclus « L'Adieu des bergers ») et de « L'Arrivée à Saïs », qui termine l'œuvre.
L'Enfance du Christ est créée dans son intégralité le 10 décembre 1854 à la salle Herz sous la direction de Berlioz lui-même et remporte d'emblée le plus vif succès. Celui-ci ne se démentira pas au fil des années.
La partition complète a été publiée à Paris, chez Richault, en 1855. On utilise aujourd'hui l'édition critique procurée par David Lloyd-Jones.

## Distribution
- Un récitant (ténor)
- Sainte Marie (soprano ou mezzo-soprano)
- Saint Joseph (baryton)
- Hérode (basse)
- Un père de famille (basse)
- Polydorus (basse)
- Un centurion (ténor)
- Chœur mixte
- Chœur à quatre voix de femmes derrière la scène

## Argument
Première partieLe Songe d'Hérode.
Le roi Hérode se lamente sur la grandeur et la solitude des monarques. Sujet à une vision nocturne récurrente, il convoque des devins juifs, qui lui déclarent qu'« un enfant vient de naître qui fera disparaître [son] trône et [son] pouvoir ». Pour se prémunir des maux qu'on lui annonce, il décide la mise à mort de tous les premiers-nés. 
(Indication de Berlioz : « Après un silence dont la durée devra représenter la valeur d'environ 8 ou 9 mesures, on passera, sans autre interruption, à la « Scène de la Crèche ». »)  
Dans une étable, la Vierge Marie prend soin de l'Enfant Jésus. Les anges informent la Sainte Famille qu'un danger la menace et qu'elle doit quitter au plus tôt la Judée. 
Deuxième partieLa Fuite en Égypte.
Réunis devant l'étable, les bergers disent adieu à la Sainte Famille, dont la fuite commence. 
Troisième partieL'Arrivée à Saïs.
Éconduits brutalement par les Romains puis par les Égyptiens, les fugitifs épuisés sont recueillis par un père de famille ismaélite, qui leur offre l'hospitalité sous son toit. Pour divertir leurs hôtes, ses enfants exécutent un trio pour deux flûtes et harpe. Le récitant, accompagné par un chœur a cappella, conclut l'œuvre après avoir annoncé le sacrifice de Jésus une fois devenu adulte.

## Analyse
Bien que l'œuvre soit destinée au concert, Berlioz attache une grande importance à la spatialisation sonore : « Pendant toute la première partie de la trilogie, les choristes hommes doivent seuls être en vue du public sur l'un des côtés de la scène. Les femmes, soprani et contralti, sont derrière le théâtre, groupées autour de l'orgue mélodium et du maître de chant. Au commencement de la seconde partie, elles viennent se placer sur la scène au côté opposé à celui qu'occupent les hommes, ne laissant au post-scenium que 4 soprani et 4 contralti qui doivent y rester jusqu'à la fin pour l'Alléluia et l'Amen.  Si le chef d'orchestre n'a pas de métronome électrique, le maître de chant conduira le chœur invisible du post-scenium, et le chef d'orchestre suivra de l'oreille ses mouvements ».

## Phonographie
Ne figurent ci-après, classées dans l'ordre chronologique des enregistrements. que les versions intégrales de la partition originale (sont donc exclus les arrangements de l'œuvre pour effectif réduit). Concernant les chanteurs, seuls sont mentionnés les interprètes des rôles principaux, dans l'ordre suivant : Marie, le Récitant, Hérode, Joseph.
- Hélène Bouvier, Jean Giraudeau, Michel Roux, Louis Noguéra, Chœurs Raymond Saint-Paul, Orchestre de la Société des Concerts du Conservatoire, dir. André Cluytens (Pathé) [enregistré en juin 1951]. Réédité en CD par Parlophone (Erato-Warner) en 2017 dans le coffret « André Cluytens : the complete orchestral & concerto recordings », puis par Cascavelle en 2019 dans le coffret « Hector Berlioz : enregistrements inoubliables ». Disponible sur YouTube[5].
- Mary Davenport, Léopold Simoneau, Martial Singher, Art Society Choral, Little Orchestra, dir. Thomas Scherman (Columbia) [enregistré en décembre 1953]. Réédité en CD par HAFG en 2007, puis par Cantus Classics en 2015.
- Florence Kopleff, Cesare Valletti, Giorgio Tozzi, Gérard Souzay, New England Conservatory Chorus, Boston Symphony Orchestra, dir. Charles Munch (RCA Victor) [enregistré en décembre 1956]. Réédition en CD par BMG en 1992.
- Christiane Gayraud, Michel Sénéchal, André Vessières, Michel Roux, Chœurs de la Radiodiffusion-Télévision Française, Orchestre des Concerts Colonne, dir. par Pierre Dervaux (Véga) [enregistré en 1959]. Réédité en CD par Adès en 1990. Disponible sur YouTube[6].
- Jeanine Collard, Bernard Plantey, André Vessières, Bernard Demigny, Chœurs de la Radiodiffusion-Télévision française, Orchestre national de la Radiodiffusion-Télévision française, dir. Pierre-Michel Le Conte [enregistrement de concert effectué en décembre 1959]. Disponible sur YouTube[7].
- Elsie Morison, Peter Pears, Joseph Rouleau, John Cameron (en), St. Anthony Singers, Golsbrough Orchestra, dir. Colin Davis (L'Oiseau-Lyre) [enregistré en octobre 1960]. Réédité en CD par Decca en 1989. Disponible sur YouTube[8].
- Victoria de los Ángeles, Nicolai Gedda, Ernest Blanc, Roger Soyer, Chœur René Duclos, Orchestre de la Société des Concerts du Conservatoire, dir. André Cluytens (EMI) [enregistré en novembre-décembre 1965 et septembre 1966]. Disponible sur YouTube[9].
- Jane Berbié, Alain Vanzo, Roger Soyer, Claude Calès, Chœur d'oratorio, Maîtrise de l'ORTF, Orchestre national de l'ORTF, dir. Jean Martinon (Guilde internationale du disque/Concert Hall) [enregistré en janvier 1969]. Disponible sur ReDiscovery[10].
- Jane Berbié, Franco Bonisolli, Roger Soyer, Dan Jordacescu, Coro e Orchestra Sinfonica di Roma della RAI, dir. Seiji Ozawa [enregistrement de concert effectué en octobre 1972]. Disponible sur YouTube[11].
- Janet Baker, Éric Tappy, Jules Bastin, Thomas Allen, John Alldis Choir, London Symphony Orchestra, dir. Colin Davis (Philips) [enregistré en octobre 1976]. Disponible sur YouTube[12].
- Fiona Kimm, Anthony Rolfe Johnson, Richard Van Allan, William Shimmel, John Alldis Choir, English Chamber Orchestra, dir. Philip Ledger (ASV) [enregistrement effectué en décembre 1985 pour un spectacle télévisé qui a fait l'objet d'une édition en vidéocassette. Voir la rubrique Vidéographie].
- Anne-Sofie von Otter, Anthony Rolfe Johnson, José van Dam, Gilles Cachemaille, Monteverdi Choir, Orchestre de l'Opéra de Lyon, dir. John Eliot Gardiner (Erato) [enregistré en janvier 1987]. Disponible sur YouTube[13].
- Margarita Zimmermann, John Aler, Stafford Dean, Eike Wilm Schulte, Chor des NDR Hamburg, Kölner Rundfunkchor, Radio-Sinfonie-Orchester Frankfurt, dir. Eliahu Inbal (Denon) [enregistré en mai-juin 1989]. Réédité par Brilliant Classics en 2003.
- Ann Murray, Robert Tear, David Wilson-Johnson, Thomas Allen, Choir of King's College Cambridge, Royal Philharmonic Orchestra, dir. Stephen Cleobury (EMI) [enregistré en juillet 1989].
- Jean Rigby, John Aler, Alastair Miles, Gerald Finley, Corydon Singers, Choir of Saint Paul's Cathedral, Corydon Orchestra, dir. Matthew Best (Hyperion) [enregistré en octobre 1994].
- Susan Graham, John Mark Ainsley, Philip Cokorinos, François Le Roux, Chœur de l'Orchestre symphonique de Montréal, Orchestre symphonique de Montréal, dir. Charles Dutoit (Decca) [enregistré en octobre 1995]. Disponible sur YouTube[14].
- Michèle Lagrange, Jean-Luc Viala, Fernand Bernardi, Michel Piquemal, Chœur régional Vittoria de l'Île-de-France, Maîtrise de Radio France, Orchestre national de Lille, dir. Jean-Claude Casadesus (Naxos) [enregistré en décembre 1996]. Disponible sur YouTube[15].
- Véronique Gens, Paul Agnew, Laurent Naouri, Olivier Lallouette, La Chapelle Royale, Collegium Vocale Gent, Orchestre des Champs-Élysées, dir. Philippe Herreweghe (Harmonia Mundi) [enregistré en février 1997].
- Miyaghi Osada, Yves Saelens, André Cognet, Gérard Théruel, Coro della Radio svizzera, Orchestra della Svizzera italiana, dir. Serge Baudo (Forlane) [enregistrement de concert effectué en décembre 1998]. Avait été publié aussi en vidéocassette. Disponible sur YouTube[16].
- Nadja Michael, William Kendall, Philippe Rouillon, Andreas Scheibner, MDR Rundfunk Chor, MDR Rundfunk Sinfonieorchester Leipzig, dir. Fabio Luisi (Querstand) [enregistré en décembre 1998].
- Christiane Oelze, Mark Padmore, Ralf Lukas, Christopher Maltman, SWR Vokalensemble Stuttgart, Radio-Sinfonieorchester Stuttgart, dir. Roger Norrington (Hänssler Classic) [enregistré en septembre 2002]. Disponible sur YouTube[17].
- Katarina Karnéus, Keith Lewis, Peter Lika, Wolfgang Holzmair, Coro Maghini, Orchestra Sinfonica Nazionale della RAI, dir. Rafael Frühbeck de Burgos [enregistrement de concert effectué en janvier 2003]. Disponible sur YouTube[18].
- Sophie Rehbinder, Patrick Garayt, Jacques Bona, Philippe Georges, Chœur français d'oratorio, Orchestre symphonique Leopolis de Lviv, dir. Jean-Pierre Loré (Erol) [enregistrement de concert effectué en mars 2003].
- Lena Hauser, Hans-Jürg Rickenbacher, Michel Brodard, Peter Brechbühler, Akademiechor Luzern, MSL-Singknaben Luzern, MSL-Mädchenchor inVOICE, Luzerner Sinfonieorchester, dir. Alois Koch (Euro Classics) [enregistrement de concert effectué en décembre 2003].
- Karen Cargill, Yann Beuron, Matthew Rose, William Dazeley, Tenebrae Choir, London Symphony Orchestra, dir. Colin Davis (LSO Live) [enregistrement de concert effectué en décembre 2006]. Disponible sur YouTube[19].
- Mireille Delunsch, Ed Lyon, David Wilson-Johnson, William Dazeley, Bachchor Salzburg, Mozarteum Orchester Salzburg, dir. Ivor Bolton (Oehms Classics) [enregistrement de concert effectué en décembre 2007].
- Jane Henschel, Yann Beuron, Philippe Rouillon, Gábor Bretz, Europa Chor Akademie, Orchestre philharmonique du Luxembourg, dir. Sylvain Cambreling (Glor Classics) [enregistrement de concert effectué en décembre 2007]. Disponible sur YouTube[20].
- Johanna Moffitt, Chris Lysack, Miroslaw Witkowski, Justin Moore, Indiana University Symphonic Choir, Indiana University Conductors' Orchestra, dir. Stephen Mager [enregistrement de concert effectué en avril 2008 et disponible sous conditions sur le site de la William and Gayle Cook Music Library de  Bloomington][21].
- Véronique Gens, Yann Beuron, Alastair Miles, Stephan Loges, Swedish Radio Choir, Swedish Radio Symphony Orchestra, dir. Robin Ticciati (Linn Records) [enregistré en décembre 2012].
- Sasha Cooke, Andrew Staples, Matthew Brook, Roderick Williams, Melbourne Symphony Chorus and Orchestra, dir. Andrew Davis (Chandos) [enregistré en juin 2018]. Disponible sur YouTube[22].

## Vidéographie
Les principes suivis dans cette section sont les mêmes que ceux de la section Phonographie.
- Helen Vanni, Charles Anthony, Giorgio Tozzi, Sherrill Milnes, Camerata Singers, CBS Orchestra, dir. Alfredo Antonini (CBS-TV) [spectacle présenté en décembre 1964 à la télévision et associant le chant et la danse][23].
- Florence Kopleff, John McCollum, Donald Gramm, Theodor Uppman, Harvard Glee Club and Radcliffe Choral Society, Boston Symphony Orchestra, dir. Charles Munch (VAI) [concert télévisé enregistré en décembre 1966].
- Fiona Kimm, Anthony Rolfe Johnson, Richard Van Allan, William Shimmel, John Alldis Choir, English Chamber Orchestra, dir. Philip Ledger (Thames Television) [spectacle conçu pour la télévision et associant le chant et la danse. Diffusé en décembre 1985, il a été disponible en vidéocassette. L'enregistrement sonore a été édité en CD par ASV, comme indiqué dans la rubrique Phonographie].
- Miyaghi Osada, Yves Saelens, André Cognet, Gérard Théruel, Coro della Radio svizzera, Orchestra della Svizzera italiana, dir. Serge Baudo [concert télévisé enregistré en décembre 1998 et disponible à l'origine en vidéocassette. Pour l'édition en CD, voir la section Phonographie].
- Stéphanie d'Oustrac, Jeremy Ovenden, François Lis, Stéphane Degout, Chœur de Radio France, Orchestre national de France, dir. James Conlon [concert télévisé enregistré en mai 2013]. Disponible sur YouTube[24] et sur DailyMotion[25].
- Blandine Staskiewicz, Stanislas de Barbeyrac, Jean Teitgen, Thomas Oliemans, Groot Omroepkoor, Radio Filharmonisch Orkest, dir. James Gaffigan [concert télévisé enregistré en décembre 2013].
- Ann Hallenberg, Michael Spyres, William Thomas, Alex Ashworth, Monteverdi Choir, Orchestre Révolutionnaire et Romantique, dir. John Eliot Gardiner (enregistré le 11/12/2021). Disponible sur YouTube.